# The Dub Room Special! (CD)
A The Dub Room Special! Frank Zappa 2007 augusztusában megjelent albuma. Rajta a hasonló című koncertfilm zenéje hallható – a filmen hallható zörejek és az egyéb, a zenét helyenként háttérbe szorító hangeffektek nélkül.

## A lemezről
A lemez anyaga két forrásból származik: ezek egyike a (The Torture Never Stops DVD-n is látható) 1981. október 31-i Halloween koncert (két szám), a másik egy 1974. augusztus 27-én rögzített fellépés (a lemez többi része). A még Zappa által összeállított anyagot először 2007 augusztusától lehetett kapni a Zappa Plays Zappa koncertjein, nem sokkal később postai úton is megrendelhetővé vált.
Minden CD műanyag tokjában van egy Zappa Utility Muffin Research Kitchen nevű stúdiójából származó körülbelül 10 cm-es magnószalag.
Az album fülszövegét John Frusciante, a Red Hot Chili Peppers gitárosa írta (részlet):
A munkaetikája számomra külön inspiratív az életem mostani szakaszában is, és ma is folyamatosan tanulok ebből a végtelen kincsestárból – a zenéjéből. A szólói: a legélvezetesebb, legkétségbeejtőbb, legtöbbet nyújtó gitárjáték, amit el tudok képzelni. Azt hiszem a harmincéves pályafutása során több fantasztikus szólót játszott, mint bárki más.

## Az albumon hallható dalok
1. A Token of My Extreme (Vamp): 2:29
2. Stevie's Spanking: 5:54 (1981)
3. The Dog Breath Variations: 1.42
4. Uncle Meat: 2:16
5. Stink-Foot: 3:58
6. Easy Meat: 6:51 (1981)
7. Montana: 4:24
8. Inca Roads: 9:46
9. Room Service: 9:15
10. Cosmik Debris: 7:44
11. Florentine Pogen: 10:13

Összidő: 64:28

## A zenészek

### 1974 augusztusa
- Frank Zappa – gitár, ének, ütőhangszerek
- George Duke – billentyűs hangszerek, ének
- Ruth Underwood – ütőhangszerek
- Chester Thompson – dobok
- Tom Fowler – basszusgitár
- Napoleon Murphy Brock – fuvola, szaxofon, ének

### 1981 októbere
- Frank Zappa – szólógitár, ének
- Ray White – gitár, ének
- Steve Vai – gitár, ének
- Tommy Mars – billentyűs hangszerek, ének
- Bobby Martin – billentyűs hangszerek, szaxofon, ének
- Ed Mann – ütőhangszerek, ének
- Scott Thunes – basszusgitár, vokál
- Chad Wackerman – dobok

## Az egyes dalokról
- A Token of My Extreme abban az időben inkább "Tush Tush Tush" címen volt ismert, ekkor a koncertet nyitó és záró instrumentális darab volt. Szöveget csak később kapott, és került aztán fel a fenti címmel a Joe’s Garage lemezre 1979-ben.
- Az 1975-ös One Size Fits All lemezen megjelent Inca Roads és Florentine Pogen című számok alapsávjai (kisebb utómunkákkal) az itt megjelent 74-es koncertfelvételről származnak, az Inca Roads szólója pedig a You Can’t Do That on Stage Anymore Vol. 2 lemezen hallható Helsinkiben felvett szólóból.
- A Stevie's Spanking és az Easy Meat ugyanezen változata hallható a The Torture Never Stops DVD-n is.
- A Montanában Zappa rendszerint nagyívű szólókat játszott, így történt ez ezen a 74-es fellépésen is, a DVD-ről és a CD-ről azonban a szólót valamiért kivágta.

## Külső hivatkozások
- John Frusciante fülszövege – magyarul, Zappa PONT honlap